# Lina von der Ahe
Lina von der Ahe (* 27. Mai 1997) ist eine deutsche Synchron- und Hörspielsprecherin. Sie ist die Tochter von Antje von der Ahe.

## Karriere
Als Synchronsprecherin lieh von der Ahe unter anderem mehrfach Ciara Bravo ihre Stimme. Als Hörspielsprecherin war sie unter anderem in Benjamin Blümchen und Bibi Blocksberg zu hören.

## Synchronarbeiten (Auswahl)
Ciara Bravo
- Big Time Rush
- Verflixt! – Murphys Gesetz (Jinxed)
- Der große Schwindel (Swindle)

Weitere Rollen
- Dawn-Marie Hildebrand in Das Green Team (Les Sauvenature)
- Phoebe Givron-Taylor in Das Grüffelokind (The Gruffalo’s Child)
- Schau in meine Welt! (Voiceover)

## Hörspiele
- 2010: Charlies Kaktus (als Luisa)
- 2010–2011: Benjamin Blümchen, Bibi Blocksberg (als Leonie/Fee)